# Георгіос Зоїтакіс
Георгіос Зоїтакіс (грец. Γεώργιος Ζωιτάκης, січень 1910 — 21 жовтня 1996) — грецький генерал, учасник хунти Чорних полковників.

## Біографія
Закінчив Грецьку військову академію, брав участь у греко-італійській війні, що тривала з 28 жовтня 1940 до 23 квітня 1941 року під час Другої світової війни у гвардійському батальйоні евзонів. під час окупації Греції країнами осі став до лав Народної республіканської грецької ліги.
У 1950-их роках продовжив військову освіту, служив ад'ютантом короля Павла І. На початку 1960-их отримав звання генерал-лейтенанта. 21 квітня 1967 року, в день перевороту Георгіос Зоїтакіс був в Афінах.
З 1967 до 21 березня 1972 року займав пост регента Греції, керуючи державою замість короля Костянтина II, який після приходу до влади військової хунти чорних полковників відправився у добровільне вигнання до Каїра разом зі своїм урядом. Після проголошення Греції республікою поступився постом глави держави Георгіосу Пападопулосу, який став Президентом Грецької Республіки. Після відновлення демократії, 1974 року, Зоїтакіс був засуджений за державну зраду до довічного ув'язнення.